# Rhachiberotha pulchra
Rhachiberotha pulchra is een insect uit de familie van de Berothidae, die tot de orde netvleugeligen (Neuroptera) behoort. 
Rhachiberotha pulchra is voor het eerst wetenschappelijk beschreven door U. Aspöck & H. Aspöck in 1997.